# Michelin
Мішлен (фр. Michelin) — французька компанія, всесвітньо відомий виробник шин, відома також як видавець одного з найавторитетніших ресторанних рейтингів Європи. Повне найменування — Compagnie Générale des Établissements Michelin. Штаб-квартира — в Клермон-Феррані в ренгіоні Овернь-Рона-Альпи. За обсягами виробництва займає перше місце в Європі та друге місце у світі після Bridgestone і більша за Goodyear та Continental.

## Історія

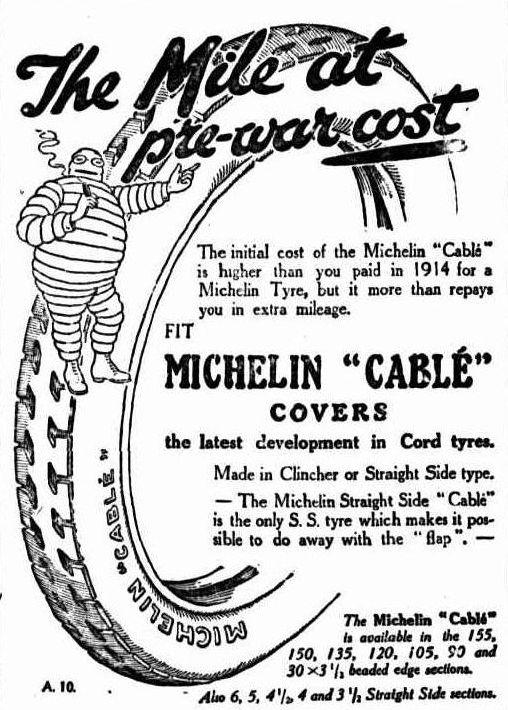
Реклама Michelin, Австралія, 1922 рік

Заснована в 1889 році. Спочатку компанія виробляла шини для велосипедів, пізніше вийшовши на ринок автошин (в 1891 році компанією був отриманий патент на виробництво знімних пневматичних шин). У 1907 році відкрилося перше підприємство Michelin за межами Франції — в Турині.
З 1934 по 1976 рік Michelin володіла автомобільним виробником Citroën. У 1988 році компанія поглинула американського виробника шин BF Goodrich Company, всього за всю історію компанії вона придбала в цілому близько десяти шинних компаній різної величини. Michelin є автором багатьох інновацій в шинній індустрії, таких, наприклад, як винахід радіальних шин в 1946 році. Також одним з найважливіших моментів була поява на ринку в 1992 році так званих «зелених шин» Energy, що мають низький коефіцієнт опору коченню, що дозволяє економити паливо.
З 1999 року по травень 2006 року компанію очолював Едуард Мішлен, 26 травня 2006 року він потонув в ході рибалки на яхті біля західного узбережжя Франції (Бретань) . Після цього на чолі компанії став Мішель Ролье, який не є членом сім'ї Мішлен.
У травня 2023 року було оголошено про плани на продаж російської шинно-виробничої компанії MRTMC та Camso CIS компанії Power International Tyres, дистриб'ютору шин у РФ. Угоду було схвалено місцевою владою.

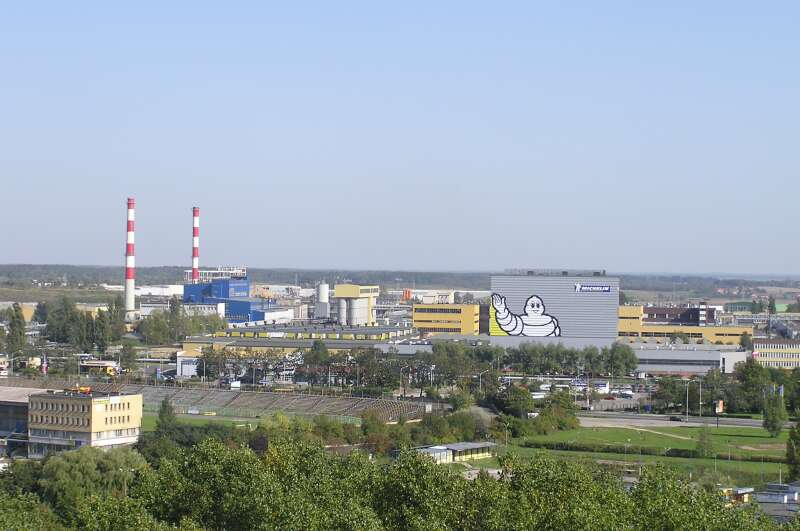
Завод Michelin в польському місті Ольштині

## Власники та керівництво
Акціонери компанії: інституційні інвестори — 51,8 % акцій, пайові фонди — 28,95 %, менеджмент — 2,1 %. Капіталізація на середину листопада 2007 року — €12460 млн.

## Діяльність
Компанія випускає широкий спектр шинної продукції для автомобільної, сільськогосподарської техніки, велосипедів і мотоциклів, а також літаків. Також компанія знаменита своїми картами і путівниками ViaMichelin. Компанії належить 69 заводів в 19 країнах.
Обсяг виробництва шин у 2006 році становив 190 млн шин.

### Спорт

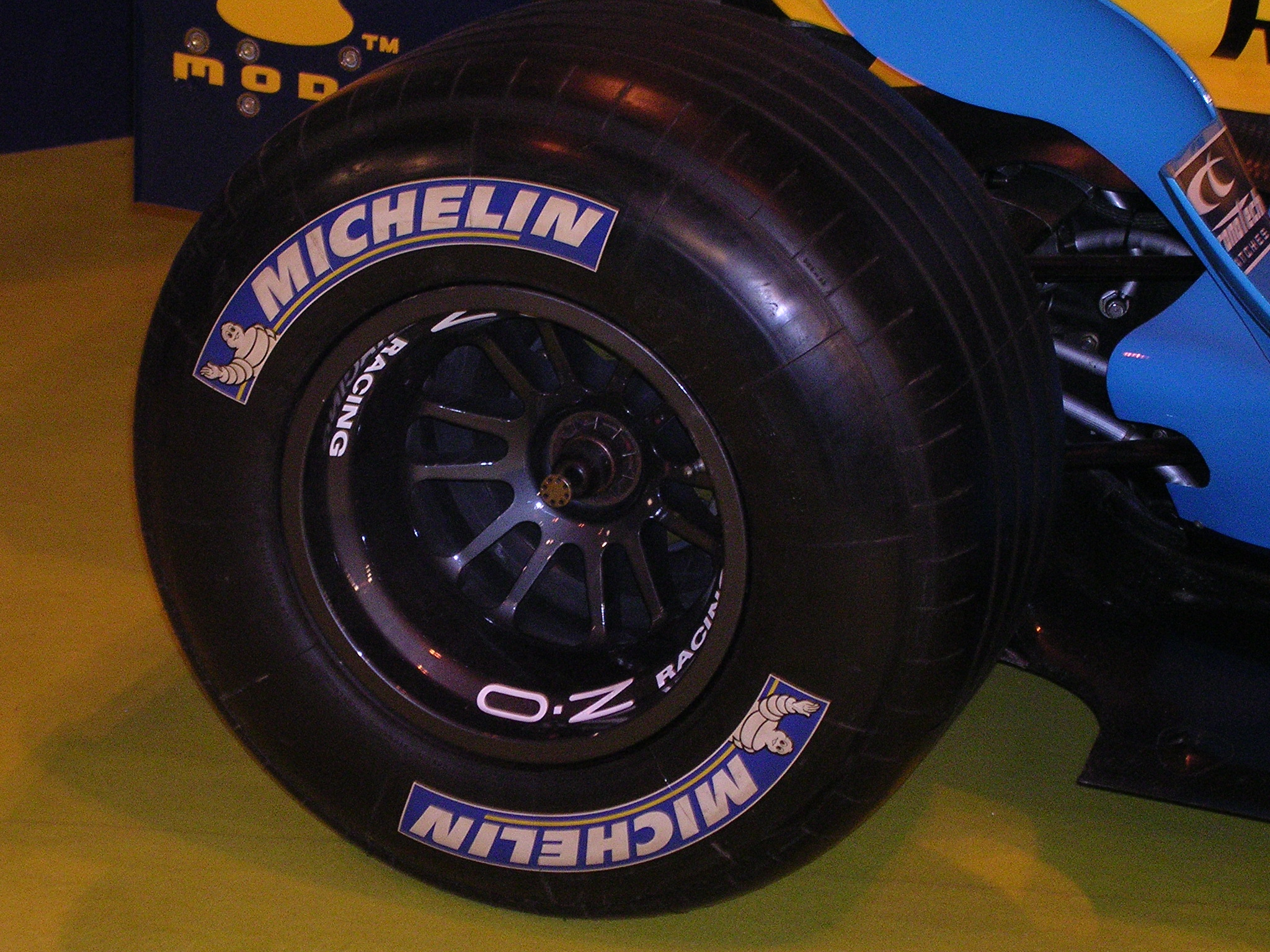
Шина Michelin

Шини Michelin широко використовуються в авто- і мотоспорті. Великий удар по репутації компанії було завдано в результаті шинного скандалу на етапі Формули-1 Гран-прі США 2005 року. 2006 року, незважаючи на чемпіонський титул Фернандо Алонсо (який виступав на шинах Michelin), став останнім для французьких шинників. З 2007 року у Формулі-1 знову монополія Bridgestone.
У 2009 році шини Michelin використовуються в наступних чемпіонатах:
- Світова Серія Рено 3,5;
- Серія Ле-Ман (LMS);
- Американська серія Ле-Ман (ALMS);
- Чемпіонат світу Гран Туризмо (FIA GT);
- Суперліга Формула.

### Розробки, патенти і технології Мішлен
Компанія Мішлен випускає різні види шин для легкових і вантажних автомобілів, мотоциклів та іншої колісної техніки. У виробництві автомобільних шин компанія використовує ряд запатентованих технологій, які якісно відрізняють їх продукцію від конкурентів.
- BAZ Technology ™. Michelin використовує особливу конструкцію протектора, яка використовує вбудовані нейлонові нитки, згорнуті особливим чином. Ці нитки розташовані в районі протектора над металевим кордом. Така конструкція допомагає протистояти доцентровому прискоренню і як наслідок — уникати перекосу шини на високих швидкостях.
- EverGrip ™ Technology. Ця технологія запатентована компанією і дозволяє комбінувати дизайн протектора з метою підвищення рівня безпеки шин. Шини, побудовані за допомогою цієї технології, не просто зношуються, а особливим чином змінюють структуру протектора внаслідок високої тяги, що робить їзду більш безпечною на засніжених і мокрих дорогах.
- Zero Pressure Technology ™ передбачає особливу конструкцію шин з посиленою бічною стінкою. Така конструкція дозволяє продовжувати підтримувати вагу транспортного засобу навіть в разі втрати тиску повітря. Технологія дозволяє продовжувати рух зі швидкістю 50-55 миль на годину протягом деякого часу для подальшої комфортної заміни колеса[8].

## Путівники Мішлен
Компанія відома не тільки як виробник шин, але і як видавець одного з найавторитетніших рейтингів ресторанів Європи, так званого «Червоного путівника Мішлен», який має тризіркову систему оцінки ресторанів (див. «висока кухня»). Також відомий туристичний путівник, який називають «Зелений путівник Мішлен (Guide vert)». На даний час путівники видаються для більшості європейських країн і деяких міст США. Випуск Зелених путівників російською мовою здійснюється видавництвом ABBYY Press [Архівовано 2 квітня 2022 у Wayback Machine.].
У вересні 2024 року, як повідомило Міністерство закордонних справ України, до гастрономічного путівника Michelin Guide вперше було включено  ресторан української кухні.

## Скандали і критика

### Борщ
21 грудня 2020 року путівник Michelin оголосив, що починає оцінювати ресторани Москви, в яких пропонують «емблематичну для Росії страву» — борщ.
Це обурило українське суспільство, бо борщ є основною першою стравою саме української кухні.
6 жовтня 2020 року Експертна рада з питань нематеріальної культурної спадщини при Міністерстві культури та інформаційної політики України внесла український борщ до Національного переліку елементів нематеріальної культурної спадщини. Український шеф-кухар та ресторатор Євген Клопотенко здійснив декілька борщових експедицій по всій країні, в рамках яких були зібрані десятки родинних рецептів борщу з різних куточків України. Також був відзнятий документальний фільм «Борщ. Секретний інгредієнт», який вийшов 2020 року.
23 грудня 2020 року Посольство України у Франції повідомило, що отримало вибачення від керівництва Michelin за те, що представники ресторанного гіда назвали у своєму пресрелізі борщ «російським».

## Бібендум
Символ компанії — надувний чоловічок Бібендум (Bibendum), намальований французьким художником О'Галопом в 1898 році. На рекламному ескізі, від якого відмовився пивовар з Мюнхена, огрядний силует заповнював велику частину композиції. Він оточений п'яничками, що стрясають порожніми кухлями з криками: «Nunc est bibendum!» («Якщо пити, так зараз!», Ода епікурійця Горація). Зовні Бібендум як би складений зі стосу шин різних діаметрів, до яких прироблені руки.

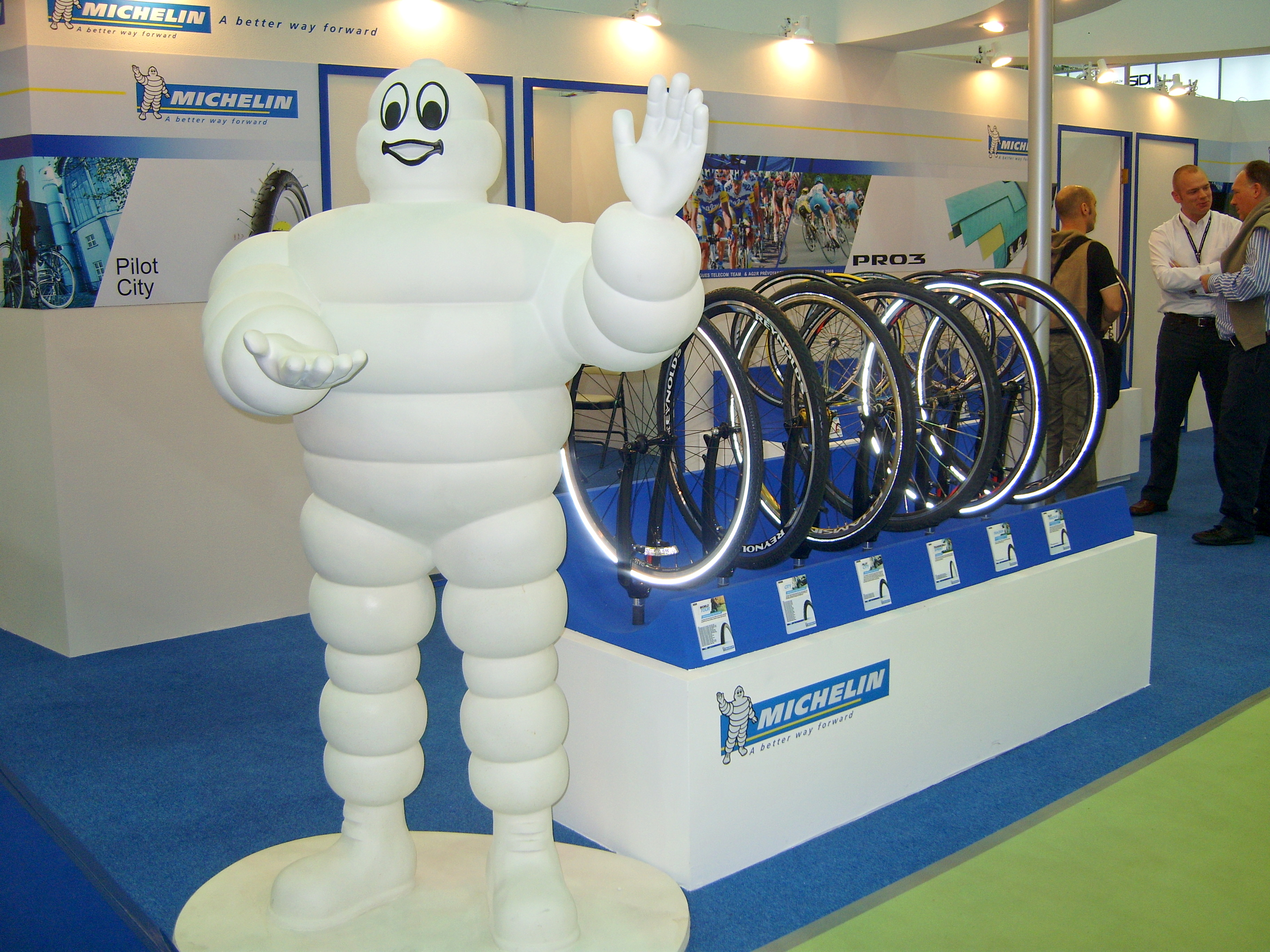
Бібендум — символ компанії
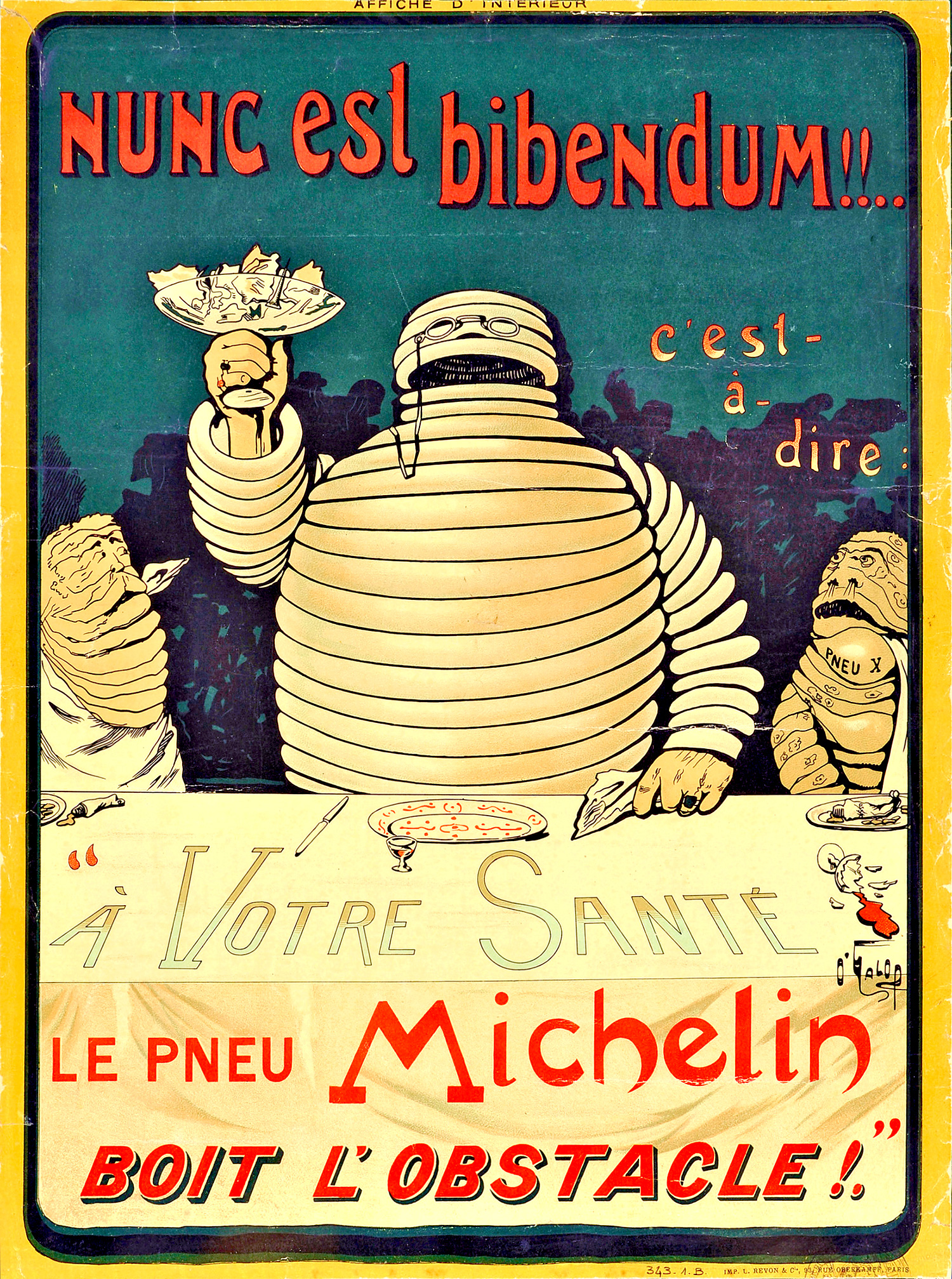
Плакат з Бібендумом, 1898 рік